# Ryan Keller
Ryan Keller (* 6. Januar 1984 in Saskatoon, Saskatchewan) ist ein ehemaliger kanadischer Eishockeyspieler und -trainer, der im Verlauf seiner aktiven Karriere zwischen 2001 und 2016 unter anderem über 200 Spiele für den Genève-Servette HC und die ZSC Lions in der Schweizer National League A (NLA) auf der Position des rechten Flügelstürmers bestritten hat. Darüber hinaus absolvierte Keller sechs Partien für die Ottawa Senators in der National Hockey League (NHL).

## Karriere

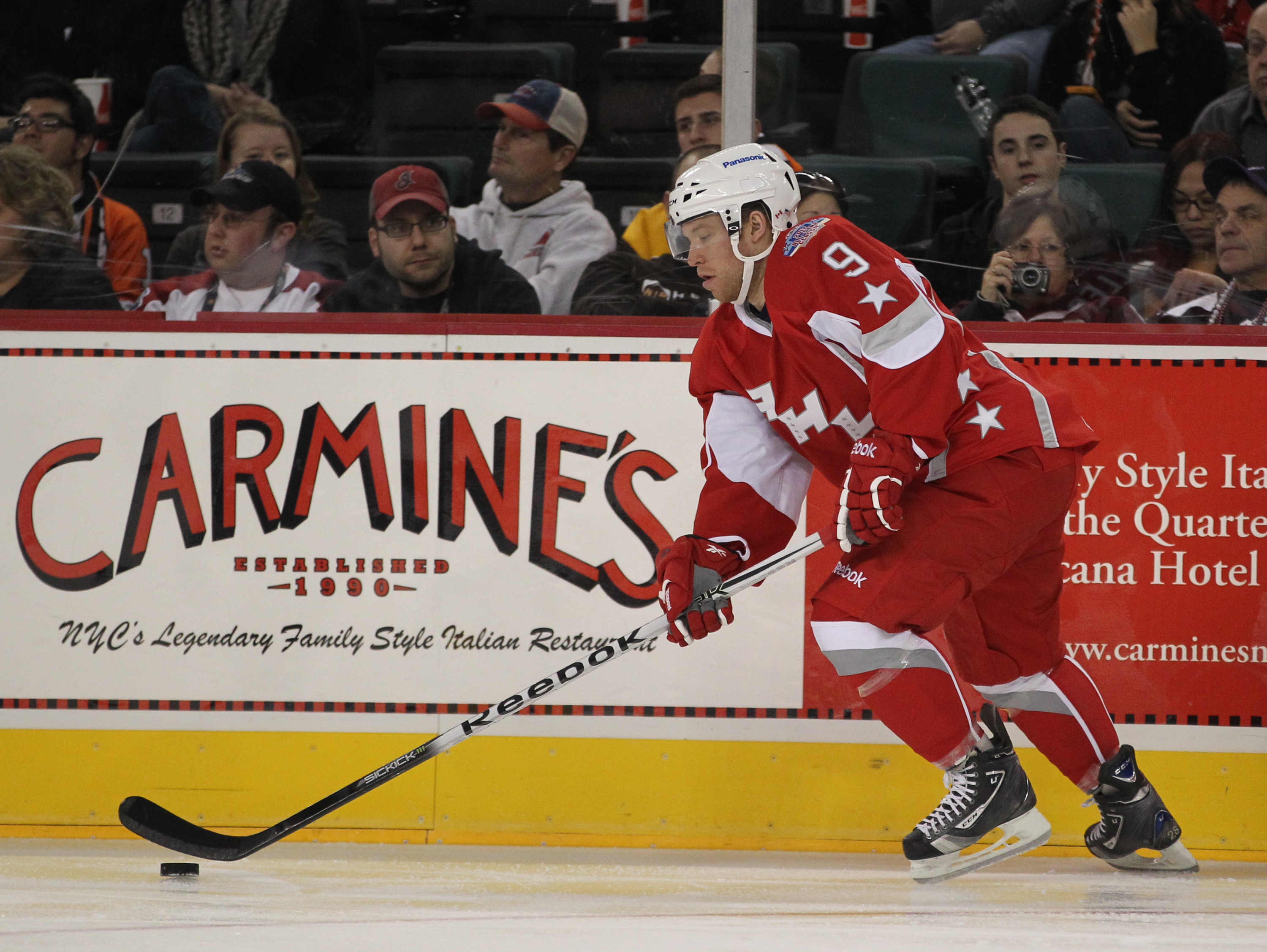
Keller beim AHL All-Star Classic 2012

Keller begann seine Karriere im Sommer 2001 bei den Saskatoon Blades in der Western Hockey League (WHL), für die er bis 2005 spielte. Nach erfolgreichen Jahren und der Berufung in das East Second All-Star Team der Liga wechselte er im Sommer 2005 ungedraftet zu den Muskegon Fury in die United Hockey League (UHL). In dieser Saison kam der Flügelstürmer ebenfalls zu seinen ersten Einsätzen in der American Hockey League (AHL) für die Grand Rapids Griffins, mit denen er die Playoffs absolvierte und bis in die dritte Runde vorstieß.
Nach einem weiteren Jahr in Grand Rapids und einem Transfer zu den Syracuse Crunch verpflichteten die Espoo Blues aus der finnischen SM-liiga den Rechtsschützen, für die er bis zum Sommer 2009 auflief und dort in zwei Spielzeiten jeweils Topscorer der Mannschaft war. Am 26. Mai 2009 unterzeichnete Keller schließlich einen Vertrag bei den Ottawa Senators aus der National Hockey League (NHL) für die Spielzeit 2009/10. Mit deren Farmteam, den Binghamton Senators gewann Keller im Frühjahr 2011 den Calder Cup der AHL. Am 4. Juli 2011 erhielt Keller als Free Agent einen Kontrakt für ein Jahr bei den Edmonton Oilers.
Zur Saison 2012/13 wechselte Keller zum Genève-Servette HC in die Schweizer National League A (NLA) und verbrachte dort eine Spielzeit. Im Juli 2013 unterzeichnete der Kanadier einen Zweijahresvertrag bei den ZSC Lions. Er gewann mit ZSC im Jahr 2014 den Schweizer Meistertitel und zwei Jahre später den Pokalwettbewerb. Keller blieb letztlich bis zum Ende der Saison 2015/16 in Zürich und gab im Juli 2016 das Ende seiner professionellen Spielerlaufbahn bekannt. Anschließend war er zwischen 2016 und 2021 als Assistenztrainer bei den Saskatoon Blades in der WHL tätig und trat regelmäßig im kanadischen Amateurbereich als Spieler in Erscheinung.

### International
Mit der kanadischen U18-Nationalmannschaft nahm Keller an der U18-Junioren-Weltmeisterschaft 2002 teil, bei der er mit dem Team den sechsten Platz belegte. In acht Turnierspielen erzielte er dabei zwei Treffer.

## Erfolge und Auszeichnungen
| - 2005 WHL East Second All-Star Team - 2006 UHL All-Rookie Team - 2007 Spengler-Cup-Gewinn mit dem Team Canada - 2008 Finnischer Vizemeister mit den Espoo Blues - 2008 SM-liiga-Spieler des Monats November - 2009 Bester Torschütze der SM-liiga-Playoffs - 2010 Teilnahme am AHL All-Star Classic | - 2011 Calder-Cup-Gewinn mit den Binghamton Senators - 2012 Teilnahme am AHL All-Star Classic - 2014 Schweizer Meister mit den ZSC Lions - 2014 Topscorer der NLA-Playoffs - 2014 Bester Torschütze der NLA-Playoffs - 2015 Topscorer des Schweizer Cups - 2016 Schweizer Cupsieger mit den ZSC Lions |

## Karrierestatistik

### International
Vertrat Kanada bei:
- U18-Junioren-Weltmeisterschaft 2002

(Legende zur Spielerstatistik: Sp oder GP = absolvierte Spiele; T oder G = erzielte Tore; V oder A = erzielte Assists; Pkt oder Pts = erzielte Scorerpunkte; SM oder PIM = erhaltene Strafminuten; +/− = Plus/Minus-Bilanz; PP = erzielte Überzahltore; SH = erzielte Unterzahltore; GW = erzielte Siegtore; 1 Play-downs/Relegation; Kursiv: Statistik nicht vollständig)